# Adam Guibourgé-Czetwertyński
Adam Stefan Guibourgé-Czetwertyński (ur. 16 stycznia 1983 w Antony) – polski urzędnik państwowy i dyplomata, w latach 2019–2023 podsekretarz stanu w Ministerstwie Klimatu, a następnie w Ministerstwie Klimatu i Środowiska.

## Życiorys
Syn Loïca Henriego Marie Guibourgé oraz Marii Anny Światopełk-Czetwertyńskiej. Kształcił się w zakresie finansów na HEC Paris, a także historii na Université Paris Sorbonne i Wydziale Historycznym Uniwersytetu Warszawskiego. Pracował w sektorze prywatnym w branży finansowej.
W 2013 rozpoczął pracę w Ministerstwie Środowiska. Znalazł się w zespole negocjatorów podczas Szczytu klimatycznego ONZ COP19 w Warszawie, odpowiadając za finansowanie działań klimatycznych. W latach 2015–2018 był dyrektorem referatu ds. środowiska w Stałym Przedstawicielstwie Rzeczypospolitej Polskiej przy Unii Europejskiej w Brukseli, uczestnicząc w pracach nad projektami z zakresu środowiska i klimatu. W 2018 pełnił rolę głównego negocjatora polskiej prezydencji COP24, tworząc zestaw działań wdrażających Porozumienie Paryskie (tzw. Katowice Rulebook). W 2019 powrócił do kierowania referatem ds. środowiska w Stałym Przedstawicielstwie RP przy UE.
27 listopada 2019 został powołany na stanowisko podsekretarza stanu w Ministerstwie Klimatu, odpowiedzialnego za regulacje klimatyczne. Po przekształceniu MK w MKiŚ, objął tożsame stanowisko w nowym resorcie. 4 grudnia 2023 został pełnomocnikiem rządu ds. strategicznej infrastruktury energetycznej w trzecim rządzie Mateusza Morawieckiego. 13 grudnia 2023 odwołany ze wszystkich stanowisk.